# Poecilopholis cameronensis
Poecilopholis cameronensis is een slang uit de familie Atractaspididae en de onderfamilie Aparallactinae.

## Naam en indeling
De slang is tegenwoordig de enige vertegenwoordiger van het monotypische geslacht Poecilopholis. De wetenschappelijke naam van de soort werd voor het eerst voorgesteld door George Albert Boulenger in 1903, ook het geslacht Poecilopholis werd door Boulenger beschreven in 1903. De status van de soort is onzeker, door sommige biologen wordt de slang niet in een onderfamilie geplaatst. Er is bijvoorbeeld geen DNA-sequencie van het dier bekend.
De soortaanduiding cameronensis betekent vrij vertaald 'levend in Kameroen'.

## Verspreidingsgebied
De soort komt voor in delen van Afrika en leeft endemisch in Kameroen.